# Отвъд чертата
„Отвъд чертата“ е български телевизионен игрален филм (драма) от 2003 година, по сценарий и режисура на Илия Добрев. Оператор е Мартин Димитров. Създаден е по мотиви от повестта „Грях“ на Георги Райчев.
Художник е Георги Тодоров. Музиката във филма е композирана от Кирил Добрев и Костадин Генчев. Филмът е създаден от ЦТФТ при БНТ

## Сюжет
Внимание:  Текстът по-долу разкрива сюжета на произведението (или части от него)!
Стан е учител по професия и по-големият от двамата братя Попварадимови. По-малкият се казва Дико. Той е глупав и нескопосан. Сюжетът на филма започва с това как Стан, пътувайки в каруцата с брат си, си спомня за болезнения момент от своя развод с Христина. Следващият по-важен момент е този, в който Дико се жени за Елка – младо и красиво момиче, отлична в къщната работа. С течение на дните Стан започва да изпитва чувства към Елка, жената на брат си. Първоначално той е уплашен от това, което сърцето му чувства, но впоследствие неговите чувства все повече се задълбочават и той започва да ги приема. Филмът представя как Стан се разболява и Елка полага непрестанни грижи за него. В един от тези дни на болест той бълнува и Елка отива при него. Стан се свестява и разкрива един техен стар спомен. В повестта се разяснява какъв точно е този спомен – Елка е малкото момиче, което Стан спасява от подигравките на другите деца. Във филма се представя само как тя казва, че ако не е бил този момент, едва ли би отишла в тяхната къща. Времето минава, а чувствата на Стан стават все по-силни. Отношението на брат му Дико към него се променя. Той става все по-пестелив на думи, сякаш по-озлобен. Един ден, когато Дико е зает с мелене на жито, Стан и Елка остават сами в къщата. Вечерят, а по-късно всеки ляга в стаята си. Стан обаче забелязва, че стомната с вода, която Елка всяка вечер оставя до леглото му, я няма и решава да почука на вратата на Елкината стая. Елка намира стомната с вода и когато му я подава, стомната пада и се чупи. Стан поглежда стомната, поглежда и Елка. Слага ръце върху лицето ѝ и я целува. Следващата картина показва двамата влюбени в леглото – говорят си прегърнати, а Елка е сложила глава на гърдите на Стан.
Семейният живот на Дико и Елка е показан като немного щастлив. Той се отнася зле с нея и започва да прекарва повече време в кръчмата. Дори дядо Петър казва на Стан да опомни брат си, който постоянно пие и се събира с разни хаймани. Стан обаче не се намесва. Ключов момент за филма и за литературното произведение е забременяването на Елка. Тя започва да отбягва Стан, да задържа емоциите в себе си. Моментът на раждането настъпва. Елка е в ужасни мъки. Има опасност както за нейния живот, така и за живота на детето ѝ. Елка ражда, а Стан моли лелята да го пусне да я види. Той влиза при нея и застава над изнемощялото ѝ тяло. Тя го поглежда, а той я прегръща. В този момент влиза Дико и ги вижда. Нахвърля се на брат си и го убива. Сюжетът завършва със смъртта на Стан. Дико плаче над трупа на брат си и си спомня момент от детството им. Този момент е представен като своеобразно сбогуване.

## Съпоставка между повестта и филма
Филмът „Отвъд границата“ е създаден по мотиви от повестта „Грях“ на Георги Райчев. Като цяло сюжетът на филма следва сюжета на литературното произведение, с някои изключения. Например сцената във филма, в която Стан пада от коня. Такъв момент в произведението липсва. Главната разлика обаче се открива по-скоро в това, че в повестта е обърнато основно внимание на гледната точка на Стан. Показани са в много широк план неговите възгледи, чувства и мисли. Филмът представя нещата от гледната точка на външен разказвач.
Друга основна разлика е, че сцените във филма в някои моменти не вървят по хронологията в произведението. Например филмът показва, че Дико и Елка са вече съпруг и съпруга, но самата сватба между тях е дадена много по-късно. В произведението сватбата е първа, а по-късно се представя техният съпружески живот.
Други моменти от филма обаче вървят според произведението. Дори са използвани и същите реплики между героите, както в повестта. Например когато Елка ражда, Стан моли лелята да го пусне да я види. В този момент тя му казва, че за това, което са сторили, Господ ще ги съди. Тази реплика присъства по същия начин и в произведението. Такъв е случаят и с много други сцени.
Интересен момент представлява финалната сцена. Произведението завършва със спречкването между двамата братя и смъртта на Стан. Във филма обаче това не е последната сцена. След нея има сцена на своеобразно сбогуване между братята, в която сякаш се вижда съжаление от страна на Дико за постъпката. Представено е как Дико плаче над трупа на брат си и си спомня момент от детството им. В литературното произведение не само че липсва този момент на сбогуване, но дори самата смърт на Стан е описана сякаш е сторена от чудовище. "Лицето на учителя беше обезобразено; от шията му течеше на черни струи кръв, на дясната му ръка личеше дълбока рана от зъби и целият му гръден кош беше преломен със страшна нечовешка сила."

## Мотивът за греха във филма
Идеята за греха е основна и за литературното произведение, и за филма. Грехът е представен на две нива. Влюбването в чуждата жена е основното ниво, което проследява целият филм. В една друга сцена обаче се поставя идеята и за втори грях. В детството Стан пребива от бой Дико. Този грях тежи на Стан отдавна. Никой не разбира за това. Дико е представен като луд във филма. Стан се обвинява, че може той да е виновен за неговата лудост, но облекчава съвестта си като си казва, че той така се е родил.

## Актьорски състав
- Иван Ласкин – Стан
- Йоана Буковска – Елка
- Асен Блатечки – Дико
- Елена Райнова – леля Петка
- Петър Слабаков – дядо Петър
- Иван Налбантов – Витан
- Мария Статулова – Витаница
- Кирил Кавадарков – поп Васил
- Мирослава Гоговска – Христина
- Петър Василев – малкият Стан
- Божидар Зашев – малкият Дико
- Десислава Джурова – малката Елка
- Меглена Караламбова - Сваха
- Пламена Гетова
- Нина Стамова
- Мимоза Базова
- Кристина Янева
- Веселин Мишев
- Мира Янева
- Зафира Тодорова
- Славяна Любомирова
- Васил Драганов
- Стефан Стоянов
- Рени Павлова
- Свежен Младенов (като Свежин Младенов)
- Евгени Будинов
- Надежда Стойчева
- Георги Кокаланов

## Творчески и технически екип
- Изпълнителен продуцент: Младин Иванов
- Продуцентски екип ЦТФТ: Мария Пеева, Борил Мечков
- Делегиран продуцент: Илия Костов
- Режисьор: Илия Добрев
- Втори Режисьор: Марин Димитров
- Оператор: Мартин Димитров
- Втори оператор: Димитър Дончев- Шами
- Музика: Кирил Добрев, Костадин Генчев
- Художник: Георги Тодоров
- Художник костюми: Цвети Маринова
- Художник-грим: Лефтера Недева
- Звук: Иван Венцеславов
- Скриптър: Мария Първанова
- Асистент-художник: Ясен Добрев
- Асистент-режисьор: Лили Станишева
- Асистент-оператор: инж. Димитър Димитров
- ОДТС: Васко Григоров
- Осветление: Васко Григоров
- Агрегат: Людмил Тодоров
- Транспорт: Емил Здравков
- Тонтехник: Пламен Рашков
- Реквизит: Краси Пейчовски
- Организатор: Светослав Панайотов
- Директор продукции: Владимир Борисов
- Монтаж: Бойка Попова
- Постпродукция звук: Климент Филев
- Селекционна комисия: Невяна Ушева, Мариана Евстатиева, Коста Биков, Илиян Симеонов, Божидар Манов